# Campionati italiani di triathlon sprint del 2004
I Campionati italiani di triathlon sprint del 2004 sono stati organizzati dalla Federazione Italiana Triathlon e si sono tenuti a Imperia in Liguria, in data 2 ottobre 2004.
Tra gli uomini ha vinto Stefano Belandi ( Fiamme Azzurre), mentre la gara femminile è andata a Nadia Cortassa (Silca Ultralite).

## Risultati

### Élite uomini
| Pos. | Atleta               | Società sportiva           | Nuoto    | Bici     | Corsa    | Totale   |
| ---- | -------------------- | -------------------------- | -------- | -------- | -------- | -------- |
|      | Stefano Belandi      | Fiamme Azzurre             | 00:00:00 | 00:00:00 | 00:53:00 | 00:53:00 |
|      | Fabio Guidelli       | Maranello Triathlon        | 00:10:04 | 00:28:01 | 00:15:03 | 00:53:08 |
|      | Claudio Oriana       | Triathlon Lecco            | 00:09:54 | 00:00:00 | 00:43:17 | 00:53:11 |
| 4    | Fabrizio Baralla     | Jhonny Triathlon           | 00:10:18 | 00:00:00 | 00:43:03 | 00:53:21 |
| 5    | Giorgio Roveda       | DDS                        | 00:10:02 | 00:28:06 | 00:15:15 | 00:53:23 |
| 6    | Emilio D'Aquino      | Carabinieri                | 00:09:43 | 00:28:24 | 00:15:18 | 00:53:25 |
| 7    | Leonardo Fiorella    | Fiamme Oro                 | 00:09:59 | 00:38:52 | 00:04:39 | 00:53:30 |
| 8    | Alessandro Degasperi | Centro Trentino Triathlon  | 00:10:10 | 00:28:00 | 00:15:22 | 00:53:32 |
| 9    | Ivan Risti           | Triathlon Lecco            | 00:09:43 | 00:28:18 | 00:15:37 | 00:53:38 |
| 10   | Andrea D'Aquino      | Carabinieri                | 00:09:57 | 00:00:00 | 00:43:45 | 00:53:42 |
| 11   | Francesco Cecchin    | Tri. Rari Nantes Marostica | 00:00:00 | 00:38:09 | 00:15:36 | 00:53:45 |
| 12   | Daniele Fiorentini   | Jhonny Triathlon           | 00:10:05 | 00:28:05 | 00:15:39 | 00:53:49 |
| 13   | Jonathan Ciavattella | Forze Armate Triathlon     | 00:09:42 | 00:00:00 | 00:44:13 | 00:53:55 |
| 14   | Manuel Canuto        | Fiamme Oro                 | 00:09:48 | 00:30:36 | 00:13:36 | 00:54:00 |
| 15   | Peter Viana          | Valle d'Aosta              | 00:10:21 | 00:00:00 | 00:43:42 | 00:54:03 |
| 16   | Andrea Salzarulo     | DDS                        | 00:09:56 | 00:28:12 | 00:15:59 | 00:54:07 |
| 17   | Luca Bonazzi         | Triathlon Bergamo          | 00:10:34 | 00:28:23 | 00:15:17 | 00:54:14 |
| 18   | Alessio Picco        | Peperoncino Team           | 00:10:45 | 00:27:51 | 00:15:46 | 00:54:22 |
| 19   | Luca Villa           | Fiamme Oro                 | 00:10:19 | 00:27:49 | 00:16:21 | 00:54:29 |
| 20   | Riccardo Toselli     | Virtus                     | 00:00:00 | 00:00:00 | 00:54:30 | 00:54:30 |

### Élite donne
| Pos. | Atleta               | Società sportiva           | Nuoto    | Bici     | Corsa    | Totale   |
| ---- | -------------------- | -------------------------- | -------- | -------- | -------- | -------- |
|      | Nadia Cortassa       | Silca Ultralite            | 00:10:40 | 00:30:22 | 00:17:16 | 00:58:18 |
|      | Silvia Gemignani     | DDS                        | 00:10:15 | 00:31:20 | 00:17:22 | 00:58:57 |
|      | Charlotte Bonin      | Valle d'Aosta              | 00:00:00 | 00:00:00 | 00:59:28 | 00:59:28 |
| 4    | Daniela Chmet        | DDS                        | 00:00:00 | 00:41:38 | 00:18:17 | 00:59:55 |
| 5    | Giunia Chenevier     | Fiamme Azzurre             | 00:10:25 | 00:30:07 | 00:19:51 | 01:00:23 |
| 6    | Marta Gaiardelli     | Fiamme Azzurre             | 00:10:56 | 00:30:38 | 00:19:11 | 01:00:45 |
| 7    | Elisa Battistoni     | Atl. Desenzano             | 00:10:34 | 00:28:26 | 00:22:02 | 01:01:02 |
| 8    | Laura Giordano       | Edera Triathlon Forlì      | 00:12:45 | 00:32:21 | 00:16:37 | 01:01:43 |
| 9    | Marialuisa Tavernini | CUS Trento CTT             | 00:10:16 | 00:00:00 | 01:01:49 | 01:01:49 |
| 10   | Silvia Riccò         | Fiamme Azzurre             | 00:11:22 | 00:00:00 | 01:02:01 | 01:02:01 |
| 11   | Arianna Viglino      | Valle d'Aosta              | 00:10:59 | 00:00:00 | 00:51:04 | 01:02:03 |
| 12   | Daniela Locarno      | Minerva Roma               | 00:00:00 | 00:43:48 | 00:18:21 | 01:02:09 |
| 13   | Annamaria Mazzetti   | Friesian Team              | 00:11:22 | 00:32:29 | 00:18:24 | 01:02:15 |
| 14   | Adelaide Cappellini  | Fiamme Oro                 | 00:10:44 | 00:31:29 | 00:20:04 | 01:02:17 |
| 15   | Valentina Filipetto  | Silca Ultralite            | 00:00:00 | 00:00:00 | 01:02:44 | 01:02:44 |
| 16   | Cristina Giribon     | Fiamme Oro                 | 00:11:09 | 00:38:58 | 00:13:30 | 01:03:37 |
| 17   | Sara Desideri        | Minerva Roma               | 00:11:19 | 00:32:21 | 00:20:04 | 01:03:44 |
| 18   | Elena Bordignon      | Tri. Rari Nantes Marostica | 00:11:32 | 00:33:33 | 00:18:57 | 01:04:02 |
| 19   | Monica Cibin         | Torino 3                   | 00:00:00 | 00:44:46 | 00:20:04 | 01:04:50 |
| 20   | Alice Cabianca       | Bianchi Mes3Sports         | 00:00:00 | 00:43:42 | 00:21:21 | 01:05:03 |